# 工部郎中
工部郎中，工部的属官。
- 隋唐五代辽工部第一司工部司的长官。隋文帝时設工部侍郎，作为工部司的长官，而不是如唐朝以后为工部的副长官。大业三年（607年），改为起部郎。唐朝武德三年（620年）改为工部郎中，设一人，从五品上。掌管城池土木工程建筑的政令。唐高宗、武则天时，一度改称司平大夫、冬官郎中。五代十国沿置。辽朝也有此官。
- 宋金元明工部的佐贰官。北宋工部郎中为五品寄禄官，不管理工部的事情。元丰改制後，不设工部司，工部郎中为工部的佐贰官，从六品，掌管制作、营缮、计置、采伐材物，按程式以授有司。宋高宗建炎三年（1129年），兼虞部司郎中。隆兴元年（1163年），兼领屯田司之事。金朝不分司，设工部郎中一人，从五品。元朝沿置。明朝洪武六年（1373年）后，改为工部属司长官。
- 工部各司郎中的统称。隋唐五代辽工部工部司、屯田司、虞部司、水部司四司的郎中，明清营缮清吏司、虞衡清吏司、都水清吏司、屯田清吏司四清吏司的郎中。